# HNLMS Piet Hein (1978)
«Пит Хейн» (F811) (нидерл. Hr.Ms. Piet Hein, англ. HNLMS Piet Hein) — нидерландский военный корабль — фрегат типа «Кортенар», названный в честь голландского адмирала Пита Хейна. Позывной корабля: PAVM.

## История
Фрегат «Пит Хейн» был построен на верфи Damen Schelde Naval Shipbuilding во Флиссингене. Закладка корабля состоялась 28 апреля 1977 года, был спущен на воду 3 июня 1978 года. Введён в строй 14 апреля 1981 года.

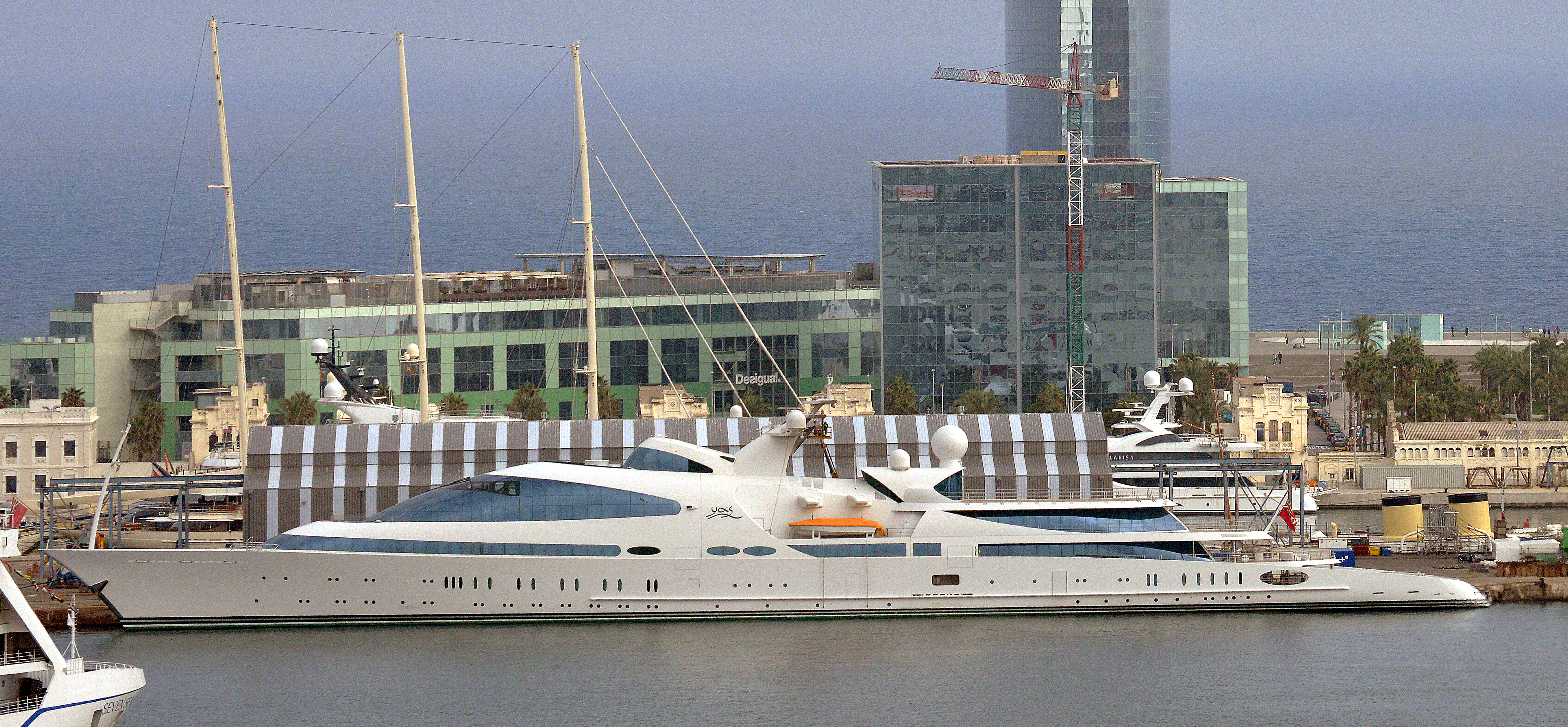
Яхта «Яс», 2015 год

8 февраля 1982 года «Пит Хейн» вместе с фрегатами Tromp, Callenburgh, Van Speijk, а также эсминцем Overijssel и транспортом для пополнения топливом Zuiderkruis отбыли из Ден-Хелдера в морской поход в США, чтобы представлять Нидерланды по случаю 200-летия дипломатических отношений между этими странами. Корабли вернулись в Ден-Хелдер 19 мая 1982 года.
В 1998 году фрегат был выведен из эксплуатации ВМС Нидерландов и 27 июня 1998 года был принят на вооружение ВМС Объединенных Арабских Эмиратов. Корабль был переименован в «Аль-Эмират» (Al Emirat (F02)) и находился на военной службе до вывода из эксплуатации в 2008 году.
В 2009 году начались работы по его переоборудованию в роскошную яхту «Яс» (проект Swift141).